# جائزة موناكو الكبرى 1995
جائزة موناكو الكبرى 1995 هو سباق فورمولا 1 أقيم بتاريخ 28 مايو 1995 في حلبة موناكو، مونت كارلو. كان الخامس من أصل 17 في بطولة العالم لسباقات الفورمولا واحد موسم 1995. حلّ الألماني مايكل شوماخر أولا بينما جاء البريطاني دايمون هيل في المركز الثاني وحصل على المركز الثالث النمساوي غيرهارد بيرغر.